# Dobříkov (Kdyně)
Dobříkov je vesnice, místní část města Kdyně v okrese Domažlice v Plzeňském kraji. Od Kdyně je vzdálen asi pět kilometrů východně. Protéká jím potok Andělice, který se vlévá do Chodské Úhlavy. Nadmořská výška vesnice je 530–575 metrů. Přes Dobříkov vede cyklostezka č. 2051, která jej spojuje s Hlubokou a Smržovicemi.

## Historie
První písemná zmínka o vesnici pochází z roku 1379. Dobříkov byl až do roku 1665 součástí smržovického statku. Zdejší dvůr byl upraven k bydlení a stal se na čas sídlem šlechtického rodu Příchovských z Příchovic. Roku 1550 prodal statek Dobříkov Vilém z Rýzmberka Janu Příchovskému. Poté byl od Smržovic oddělen a v roce 1714 ho koupil František Josef Černín z Chudenic, který jej o 24 let později prodal piaristické koleji v Kosmonosích. Od ní byl v roce 1759 koupen Karlem Josefem Palmem a rok nato připojen k bystřickému panství. Potomci Palma-Gundel-Fingena drželi tento majetek až do roku 1839. Tehdy bylo panství prodáno v dražbě Karlu Antonínu Bedřichu Hohenzollernovi. V roce 1945 pak bylo Hohenzollernům zkonfiskováno. V roce 1850 zde žilo 419 obyvatel, od té doby však lidí stále postupně ubývá. Roku 1930 zde žilo 226 lidí ve 47 domech. Při poválečném sčítání roku 1950 bydlelo v Dobříkově 140 lidí ve 44 domech. V roce 1902 byl založen Sbor dobrovolných hasičů Dobříkov a o rok později byla zakoupena dřevěná stříkačka, která stojí dodnes v hasičské zbrojnici. V letech 1885 až 1888 se stavěla železniční trať Horažďovice–Domažlice. Součástí stavby byl také dobříkovský tříobloukový most a nádražní budova.
Ve vísce pod kopci se nachází hospůdka a kulturní dům s knihovnou. Kulturní dům se využívá při různých akcích, například oslavy, schůze, posezení důchodkyň. Hasiči každý rok pořádají (mini)bál a oslavu MDŽ. Město Kdyně zde vybudovalo víceúčelové hřiště, které bylo v roce 2010 slavnostně otevřeno.

## Obyvatelstvo
| Rok            | 1869 | 1880 | 1890 | 1900 | 1910 | 1921 | 1930 | 1950 | 1961 | 1970 | 1980 | 1991 | 2001 | 2011 | 2021 |
| -------------- | ---- | ---- | ---- | ---- | ---- | ---- | ---- | ---- | ---- | ---- | ---- | ---- | ---- | ---- | ---- |
| Počet obyvatel | 290  | 286  | 228  | 269  | 273  | 259  | 226  | 140  | 136  | 102  | 95   | 75   | 72   | 67   | 65   |
| Počet domů     | 40   | 40   | 41   | 39   | 40   | 39   | 47   | 44   | 52   | 37   | 32   | 34   | 34   | 36   | 37   |

## Obecní správa
Při sčítání lidu v letech 1850–1980 Dobříkov byl samostatnou obcí v okrese Domažlice. Od 1. července 1980 je částí města Kdyně v okrese Domažlice. V letech 1850–1920 a v letech 1950–1980 k obci patřil Branišov.